# Фёдоровка (Хабаровский край)

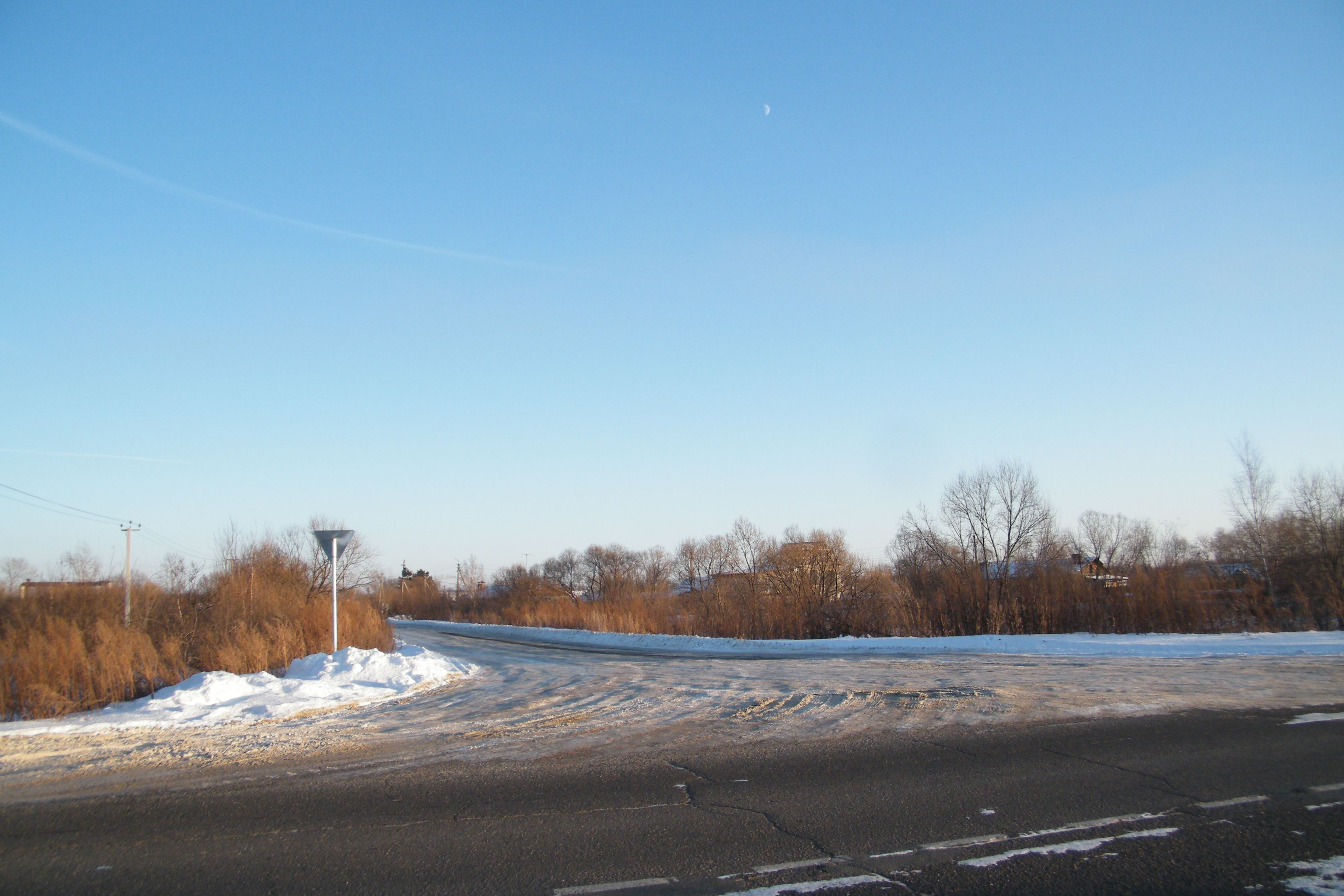
Перекрёсток дороги «Виноградовка — ТЭЦ-3» у села Фёдоровка.

Фёдоровка — село в Хабаровском районе Хабаровского края. Входит в состав Мичуринского сельского поселения.

## География
Село находится на малой реке Берёзовка, примерно в 4 км от впадения её в протоку Хохлацкая (правобережная протока Амура).
Село Фёдоровка — спутник города Хабаровска, на юго-западе граничит с территорией Краснофлотского района. Дорога к селу является продолжением улицы Воронежская (Железнодорожный район Хабаровска), идёт на север через Берёзовку и через ТЭЦ-3. Расстояние от хабаровского автовокзала до села Фёдоровка около 14 км, расстояние до ТЭЦ-3 около 4 км.
От села Фёдоровка на запад идёт дорога к селу Виноградовка.

## Население
| 1992 | 2002 | 2010 | 2011 | 2012 | 2021 |
| ---- | ---- | ---- | ---- | ---- | ---- |
| 500  | ↘496 | ↗516 | ↗518 | ↗542 | ↘541 |

## Улицы
| - ул. 70 лет Октября, - ул. Дачная, - ул. Зелёная, - ул. Костиной, | - пер. Луговой, - ул. Набережная, - ул. Полевая, - ул. Садовая, | - ул. Сельских строителей, - ул. Совхозная, - ул. Союзная, - ул. Центральная. |

## Экономика
Жители занимаются сельским хозяйством. В окрестностях села находятся садоводческие общества хабаровчан.

## Инфраструктура
В селе функционируют начальная школа и строительные предприятия.